# Bioakustik
Die Bioakustik bezeichnet ursprünglich das Forschungsfeld der Tierstimmenforschung, mittlerweile umfasst es jede Form akustischer Signalerzeugung durch Vögel und andere Tiere. Es umfasst die Erforschung der Organe, der Lauterzeugung und deren Funktionen, der Schallereignisse selbst sowie der Hörorgane und deren Leistungen. Die Bioakustik befasst sich sowohl mit Fragen der Lauteigenschaften und ihrer Entstehung als auch mit der Informationsverarbeitung der akustischen Signale sowie deren Bedeutung und Wirkung im Zusammenleben der Tiere. Dabei werden unterschiedliche Methoden der Schallaufzeichnung und -analyse verwendet. Lautmerkmale können in der Evolutionsbiologie Hinweis auf Verwandtschaftsgrade geben, in der Verhaltensforschung auf Verhaltensweisen.

## Geschichte
Der Begriff Bioakustik, 1942 und 1946 durch Albrecht Faber eingeführt, etablierte sich in den 1950er Jahren. 1956 wurde anlässlich einer internationalen Konferenz an der Pennsylvania State University das International Committee on Biological Acoustics gegründet. Es sollte der Koordination dienen und zentrale Archive und Austauschmöglichkeiten schaffen.

## Lautbildung bei Tieren
Die Lauterzeugung bei Tieren erfolgt mit verschiedenen Körperteilen.
Insekten erzeugen Laute durch die Frequenz des Flügelschlages beim Fliegen, durch Trommeln mit harten Skelettteilen auf die Unterlage oder mit speziellen Tymbalorganen. Zudem können viele Arten hörbare Laute und Ultraschall durch Stridulation, das Aneinanderreiben von Teilen ihres Chitinpanzers, erzeugen.
Vögel singen mit einem als Syrinx bezeichneten Stimmkopf in der Luftröhre, erzeugen aber auch anders Laute, wie die Spechte, die mit dem Schnabel trommeln, oder Pfaue, die beim Radschlagen – neben den optischen – auch unterschiedliche akustische Signale aussenden.
Fische trommeln mit der Schwimmblase durch synchrone Kontraktionen (= Zusammenziehen zweier Laute zu einem Laut) der Trommelmuskeln.
Amphibien, etwa Froschlurche, können Laute im Kehlkopf (Tracheolarynx) erzeugen und haben zur Lautverstärkung Schallblasen.
Die meisten Wirbeltiere mit Luftatmung nutzen ihr Atmungssystem zur Lautbildung, ähnlich der menschlichen Lautbildung.

## Bioakustisches Monitoring
Das Ziel dieses Monitoring-Verfahrens ist es, Lebensräume und Tierarten mit digitalen Aufnahmegeräten zu überwachen. Die Tonaufnahmen werden anschließend von Computermodellen ausgewertet. Dieses Verfahren ermöglicht eine störungsfreie Überwachung von seltenen oder versteckt lebenden Tierarten oder von schwer zugänglichen Lebensräumen, ohne dass diese durch anwesende Menschen gestört oder beeinflusst werden. Wal-Gesänge oder Ultraschallrufe von Fledermäusen wurden bereits früh mithilfe von Audioaufnahmen ausgewertet. Außerdem können optisch schwer zu unterscheidende Tierarten anhand deren typischen Lautäußerungen einfacher unterschieden werden. Ein Beispiel dafür sind die beiden eng verwandten Vogelarten Zilpzalp (Phylloscopus collybita) und Fitis (Phylloscopus trochilus).